# El Tetragrámaton y el Nuevo Testamento
El Tetragrámaton (en hebreo:יהוה y transliterado Yahweh, Yahveh o Jehová) es el nombre propio que utiliza el Antiguo Testamento en el idioma hebreo para llamar a Dios. La forma escrita de este nombre, el Tetragrámaton , no aparece en ninguno de los manuscritos existentes del Nuevo Testamento, que fue escrito en griego.
El Nuevo Testamento, en sus citas al Antiguo Testamento en donde se encuentra el tetragrámaton, presentan el título griego Kyrios ("Señor"), al igual que la gran mayoría de los manuscritos de la Septuaginta (la traducción griega del Antiguo Testamento). De esta antigua traducción sobreviven cuatro manuscritos que contienen, en medio del texto griego, el tetragrámaton hebreo y uno que presenta una transliteración como Ιαω. Es la opinión de muchos eruditos que la presencia del tetragrámaton en esos manuscritos se debe a una revisión hebraizante del texto original (que contenía o κύριος o Ιαω).
Los manuscritos del Nuevo Testamento tampoco contienen ninguna transliteración del nombre יהוה, que se encuentra etimológicamente detrás de los nombres teofóricos Jesús, José, Mateo, Zacarías, como el nombre divino אל (El) está detrás de los nombres teofóricos Gabriel, Isabel, Miguel, Natanael. (Véase Nombres teofóricos en la Biblia). Por otro lado, Yah (יה) forma abreviada de יהוה (Yah·Weh), se encuentra en la expresión aleluya en el Nuevo Testamento (Apocalipsis 19:1, 3, 4, 6), como unas diecisiete veces en el Libro de los Salmos de la Septuaginta, que lo traduce otras diecinueve veces como κύριος.

## Tratamiento del tetragrámaton en la Septuaginta

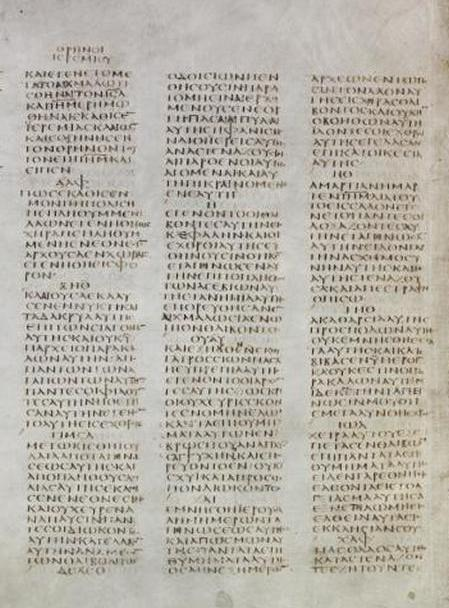
Codex Sinaiticus: Libro de las Lamentaciones 1:1–11

Emanuel Tov analiza las características de los testimonios más antiguos en idioma griego de las escrituras judías, y hace ver que menos de media docena de los miles de manuscritos que existen contienen el tetragrámaton en hebreo (יהוה o 𐤉𐤄𐤅𐤄), cuatro entre los más antiguos que sobreviven. Estos son precristianos (uno del siglo I a. C., tres del siglo I d. C.), escritos por judíos. El manuscrito 4Q120, que es todavía más antiguo que esos cuatro (pero no de todos los existientes), utiliza ΙΑΩ, una transliteración fonética griega del nombre Yaho (יהו) equivalente arameo del hebreo Yahveh (יהוה). De acuerdo a R. J. Wilkinson este puede ser evidencia de la práctica más temprana de la Septuaginta (Patrick Skehan dice lo mismo en relación con el solo Pentateuco, mientras que afirma que la forma original en los libros proféticos era Κύριος), antes de que se estableciera una tendencia de hebraización que condujo al uso del tetragrámaton hebreo. Ellis R. Brotzman y Eric J. Tully declaran que esa tendencia hebraizante se encuentra en manuscritos cuyo contenido indica claramente de pertenecer a la recensión kaige de la Septuaginta, una de las primeras adaptaciones de la versión griega al texto hebreo. Dicen que esta versión data apenas de finales del siglo I a. C. o principios del siglo I d. C. y se caracteriza por tener el tetragrámaton YHWH en letras paleohebreas y no una traducción al griego. 
Generalmente los manuscritos de la Septuaginta representan el tetragrámaton con el término κύριος (Señor).
El Papiro Fuad 266 hace ver que la tendencia de alterar el texto de la Septuaginta hacia mayor conformidad con el texto hebreo comenzó antes de las discusiones entre judíos y cristianos que dieron origen a versiones griegas del Antiguo Testamento como las de Aquila, Símaco y Teodoción. Hacen la misma observación Josef M. Oesch y Armin Lange, D. A. Carson, R. Hanhart y A. Pietersma, Armin Lange (ya mencionado) y John Wevers, Lawrence H. Schiffman. A diferencia, Kilpatrick y E. Tov no ven recensión en el Papiro Fuad 266.
E. Tov hizo un estudio sobre de las técnicas de traducción en relación con el Rollo griego de los Profetas Menores de Nahal Hever, y demuestra que este texto fue de hecho revisado para concordar con la tradición proto-masorética, opinión compartida también por McDonough, Skehan y Pietersma: "No la LXX, sino una hebraizante recensión de la LXX".
Otras recensiones escritas por judíos después de la composición del Nuevo Testamento, utilizaron el tetragrámaton en sus textos, a juzgar de los fragmentos conservados. Incluso el manuscrito de la Septuaginta Papiro Oxirrinco 1007 fechado al siglo III contiene una Yód doble para representar el tetragrámaton, mientras que también utiliza el nomen sacrum θς (θεός), y así podría ser o judío o cristiano.
Contra la idea de que el uso del término Κύριος para representar el tetragrámaton es una marca característica de un manuscrito cristiano de la Septuaginta, Mogens Müller observa que también otros escritos judíos del mismo período emplean κύριος como nombre de Dios, y Alan Mugridge señala que los copistas empleados por los cristianos para reproducir el texto de la Septuaginta no eran necesariamente cristianos. Sobre el Papiro Oxirrinco 1007, que como ya dicho tiene el tetragrámaton en forma abreviada (que indicaría origen judío) y el nomen sacrum θς (indicación quizás de origen cristiano), y sobre el Papiro Oxirrinco 656, en el que se encuentra la palabra κύριος, escrita sin embargo por mano diferente a la del resto del texto, Mugridge comenta que esto podría tan solo reflejar la práctica en algunos grupos judeocristianos. El ya mencionado Wilkinson observa, a la página 89 de su libro, que no se ha encontrado ningún manuscrito indudablemente judío de la Septuaginta con κύριος en representación del tetragrámaton del texto hebreo, ni tampoco ningún manuscrito indudablemente cristiano con el tetragrámaton o con ΙΑΩ.

### Forma en la Septuaginta original
Hermann Lichtenberger admite que es opinión común de los eruditos que la forma original de la representación del tetragrámaton en la Septuaginta era el término griego κύριος, mientras que afirma que los testimonios presentados en su estudio pueden indicar la existencia de una historia anterior concerniente a κύριος, y observa que el manuscrito 4Q120 tiene Ιαω, mientras que el Rollo griego de los Profetas Menores de Nahal Hever tiene 𐤉𐤅𐤄𐤅.
Apoyan esta opinio communis Martin Rösel, Albert Pietersma, Lincoln H. Blumell, Larry Perkins, Ernst Würthwein y Alexander Achilles Fischer. Dicen que fue por un proceso de hebraización que se produjeron más tarde manuscritos en los cuales el término original Κύριος fue reemplazado por יהוה o 𐤉𐤄𐤅𐤄 o ΙΑΩ. M.ª V.ª Spottorno y Díaz Caro acepta la opinión que ya desde el siglo III a. C. los judíos de habla griega empleaban κύριος como en hebreo se empleaba אדני.
Patrick W. Skehan juzgó que en el texto original del Pentateuco (pero no de toda la Septuaginta, en particular de los Libros Proféticos) estuvo ΙΑΩ (encontrado solo en el manuscrito 4Q120, generalmente considerado del I siglo a. C. y precedido por antigüedad por solo siete existentes manuscritos de la Septuaginta) y que esto fue reemplazado sucesivamente primero por el tetragrámaton יהוה (letras aramaicas o sea hebreas cuadradas), después por el tetragrámaton 𐤉𐤄𐤅𐤄 (letras hebreas arcaicas) y finalmente por Κύριος; y Martin Hengel ofrece un esquema similar. Eugene Ulrich declara que ΙΑΩ aparece muy temprano y puede ser la forma original. Según Emanuel Tov, los primeros traductores de la Septuaginta empleaban varias representaciones del tetragrámaton: יהוה y 𐤉𐤄𐤅𐤄 e ΙΑΩ. Pavlos D. Vasileiadis, después de decir que Rolf Furuli argumentó en su libro The Role of Theology and Bias in Bible Translation: With a Special Look at the New World Translation of Jehovah’s Witnesses que los autógrafos de la Septuaginta incluyeron el Tetragrammaton en una forma de Ιαω. añade: "De veras, los testimonios sólidos a nuestra disposición respaldan esta última tesis". Del otro lado Vasileiadis propone para el manuscrito 4Q120, el único con el nombre ΙΑΩ, un origen judeocristiano, negando así la base de la opinión de un ΙΑΩ original y afirmando que la presencia de Ιαω en un manuscrito ya no puede ser considerada elemento principal para abogar por un origen judío y una datación precristiana.
Según otros, fueron los cristianos que operaron una modificación hacia κύριος. Paul E. Kahle (1875–1964) dice que ellos "reemplazaban el tetragrámaton por Kyrios, cuando el nombre divino escrito en letras hebreas ya no se entendía." Sidney Jellicoe se declara de acuerdo, pero observa que queda no concluyente la discusión entre los eruditos.
Frank Shaw dice que en la Septuaginta original no hubo forma única de representar el tetragrámaton del texto hebreo: cada traductor lo manejó de manera diferente de acuerdo con los sentimientos, motivos, teologías y práticas de cada uno. Solo desde el siglo II aparece una tradición única del texto bíblico hebreo, la llamada "tradición proto-masorética": antes hubo una multiplicidad de formas textuales, y también una variedad de prácticas para representar el tetragrámaton en griego. En efecto, dice Sidney Jellicoe, "los Manuscritos del Mar Muerto muestran en vigor tres tradiciones distintas del texto hebreo: algunos se adhieren estrechamente a la tradición que luego se convertirá en el texto masorético, otros presentan un tipo de texto en relación estrecha con la antigua recensión samaritana, y otros conservan la tradición reflejada en la Septuaginta de Alejandría".
Los manuscritos continuaron a mostrar cierta variedad en esta relación hasta el tiempo de Jerónimo, que dijo del tetragrámaton, considerado ἀνεκφωνητόν (inefable), que era escrito con cuatro letras hebreas y algunos, al no entenderlo, eran acostumbrados a leerlo como ΠΙΠΙ [pipi], debido a la similitud de las letras.
Así varios manuscritos antiguos de la Septuaginta (p.ej. Papiro Fouad 266b, Papiro Oxirrinco 3522, Papiro Oxirrinco 5101, LXXP.Oxy.VII.1007) tienen (por lo menos en forma abreviada) las letras יהוה (el tetragrámaton) en los lugares en que este aparece en la biblia hebrea. Uno tiene la transcripción fonética griega Ιαω (4Q120). El manuscrito más antiguo (Papiro Rylands 458) tiene un espacio en blanco (lacuna) destinado, a parecer de C. H. Roberts y Paul E. Kahle para el tetragrámaton. Sin embargo, la gran mayoría de copias que sobreviven desde el siglo II o III en adelante tienen Κύριος ("Señor"), o Θεός ("Dios"), en donde los textos hebreos, y los griegos antes mencionados, tienen יהוה, correspondiente a la práctica judía de reemplazar el tetragrámaton con אדני ("Adonay") al leer los textos. El Taylor-Schechter 12.182 del siglo VII contiene la forma ΠΙΠΙ y en el Códice Marchaliano del siglo VI se encuentra Ιαω en una nota en el margen, no en el texto.

## Los manuscritos del Nuevo Testamento

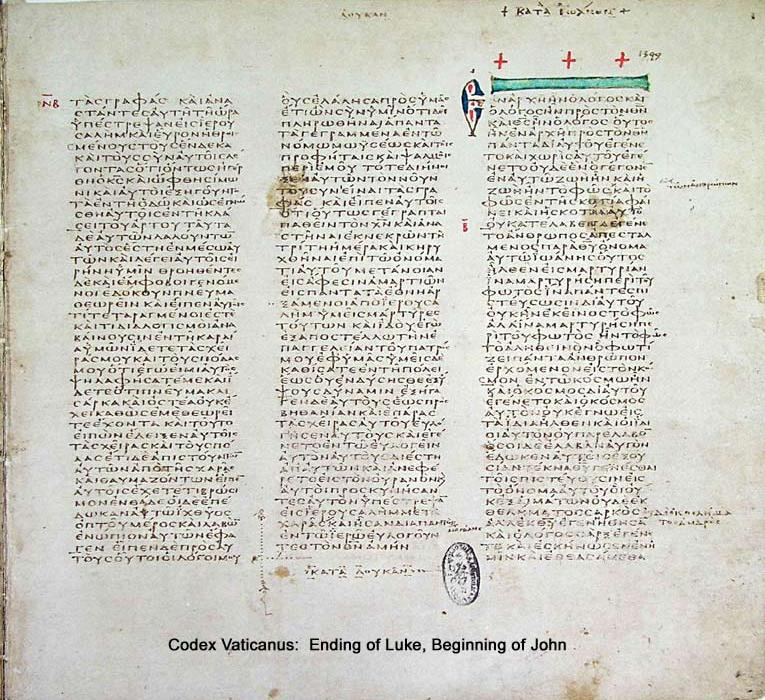
Codex Vaticanus:
fin de Lucas, inicio de Juan

Sobreviven todavía 12 manuscritos de partes del Nuevo Testamento escritos en el siglo II, 64 del siglo III, 48 del siglo IV, un total de 124 manuscritos producidos a distancia de menos de 300 años de la composición original. De los autores clásicos griegos y latinos del mismo período no existe ahora ni un solo manuscrito hecho a menos de tres siglos de la composición. Tenemos el texto del 40% de los versículos de todo el Nuevo Testamento en manuscritos de menos de 150 años después de su composición. Así "el Nuevo Testamento tiene menos de cien años entre la escritura del texto original y las copias más antiguas en existencia y también millares de copias de dónde escoger; lo que práticamente garantiza su precisión". Entre la composición de los documentos y las primeras copias todavía existentes el intervalo de tiempo es, a juicio de Philip Wesley Comfort, bastante breve.: 11 
P. W. Comfort dice que antes del inicio del siglo IV el Nuevo Testamento no fue publicado como una unidad: al principio hubo solo textos de los síngulos documentos que lo componen y a partir del primer cuarto del siglo II colecciones de documentos, por ejemplo, de las epístolas de san Pablo y de los cuatro evangelios.: 11–12  En un libro del año 1996 (traducido al inglés en 2000), David Trobisch argumenta que el Nuevo Testamento con todos sus 27 libros fue compilado a mediados del siglo II. En cambio, Comfort considera imposible una semejante publicación conjunta como una sola entidad antes del siglo III. También Larry W. Hurtado dice que no le parece convincente esa hipótesis de la aparición tan temprana de una edición del integral Nuevo Testamento y comenta:  "La opinión de Trobisch se considera comúnmente un parecer inconformista no persuasivo, que hace ver como el campo está abierto sin restricciones a la publicación de varias propuestas. Michael Dormandy dice que el hecho que muchos manuscritos de un evangelio no contienen otras obras y el hecho que son numerosas las copias de Mateo y de Juan y muy pocas las de Marcos plantean dudas en contra de la tesis de Trobisch de que los documentos que constituyen el Nuevo Testamento comúnmente circulaban juntas. Michael Kruger, como Comfort, encuentra elementos positivos en el libro de Trobisch, pero no se adhiere a todo lo que dice. Richard Carrier está de acuerdo con Trobisch, en que existió una edición de c. 150 d. C. Andreas J. Köstenberger en su estudio de la parte final del Evangelio de Juan llega a una conclusión contrastante con la hipótesis de Trobisch. Según Bruce M. Metzger, Trobisch basa su idea sobre una serie de interesantes pero del todo tenues suposiciones históricas. Tomas Bokedal rechaza la idea de Trobisch que el canon del Nuevo Testamento resultó no de siglos de discusión sino de una edición del siglo II, pero del otro lado acepta, como parte de esa discusión, la publicación en ese momento de una colección de por lo menos 20 de los 27 libros canónicos.
A diferencia de la situación relativa a la Septuaginta, de la cual algunos pocos importantes manuscritos contienen el tetragrámaton, ninguno de los más de 5700 manuscritos existentes del Nuevo Testamento lo contiene,: 77  incluso los papiros de finales del siglo II o principios del siglo III P46 y P66, que son los fragmentos más antiguos con versículos que citan trozos del AT en cuyo texto hebreo se encuentra el tetragrámaton.
En estudios realizados entre variantes existentes en copias del Nuevo Testamento, la gran mayoría de los estudiosos están de acuerdo en que el Nuevo Testamento se ha mantenido bastante estable con solo muchas variantes menores. Bart D. Ehrman y Helmut Koester creen que en los primeros cien años se producen revisiones.

### Nomina sacra

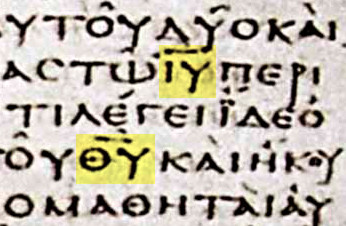
Los nomina sacra Ι̅Υ̅ ("Jesús") y Θ̅Υ̅ ("Dios") en el Codex Vaticanus: Juan 1:35–37

En los manuscritos del Nuevo Testamento ciertos nombres y títulos aparecen no como palabras enteras sino en forma abreviada debajo de una línea horizontal. Los cuatro primeros son Κύριος = Señor (que aparece como κς); Ἱησοῦς = Jesús (ιη, (ιης; Χριστός = Cristo (χρ, (χς, (χρς); Θεός = Dios (θς). Un quinto nombre o título, que puede ser de no menos temprana fecha es Πνεῦμα = Spirito (πνα). Se trataba de la misma manera σταυρός, y más tarde Πατήρ (Padre), Υἱός (Hijo) y algunos otros.
No se sabe en qué fecha se empezó a emplear los nomina sacra en los textos. A parecer de Tomas Bokedal, lo más probable es que eso surgió en un medio judeocristiano a más tardar en los últimos años del siglo I o los primeros del siglo II.
Según Philip Wesley Comfort la transición comenzó hacia finales siglo I y fue completada en el inicio del siglo II: 206–213  Comfort comenta: "Los cristianos (ya sean judíos o gentiles) habrían usado los nomina sacra primero en los textos del Antiguo Testamento en griego, y luego transfirieron esta práctica a los manuscritos del Nuevo Testamento".: 210  Según Comfort "la presencia de los nomina sacra en los manuscritos paleocristianos más antiguos [...] requiere que se haya establecido una práctica generalizada mucho antes. Si colocamos el origen de esa práctica en los autógrafos y/o primeras publicaciones de los escritos del Nuevo Testamento, se explica la proliferación universal posterior";: 211  "Más o menos a principios del siglo II el Tetragrámato debe haber sido desplazado en ambos Testamentos por las expresiones sustitutas". El Westminster Dictionary of New Testament and Early Christian Literature and Rhetoric dice que "parece razonable suponer que se originaron en el siglo I".
Edward D. Andrews dice que en los manuscritos del Nuevo Testamento, se atestigua el establecido uso de nomina sacra ya en el año 150, lo que indica que eso comenzó poco después del año 100.
Fuera del Nuevo Testamento, el mismo uso se encuentra en finales del mismo siglo incluso en inscripciones encontradas en Licaonia.
A juicio también de R. Kendall Soulen, la omnipresencia y la relativa uniformidad del uso de los nomina sacra muestran que ese uso existía desde mucho antes de finales del siglo I, incluso desde antes del año 70.
Según George Howard, los escribas cristianos no judíos empezaron al más tardar en el comienzo del siglo II ("at least by the beginning of the second century") a poner en las copias de los textos de la Septuaginta en vez del tetragrámaton los nomina sacra κς o (raramente) θς,: 74–75  porque "no encontraron razón tradicional para conservar el tetragrámaton" y tal vez consideraron estas formas contraídas de κύριος y θεός "análogas al Nombre Divino hebreo sin vocal". David Trobisch considera – audazmente, a juicio de Wilkinson – que fue una decisión editorial, al momento de la producción de una versión canónica tanto del Antiguo como del Nuevo Testamento a mediados del siglo II, introducir los nomina sacra, que ya en el mismo siglo II se encuentran no solo en el Nuevo Testamento sino también en los manuscritos de la Septuaginta Papyrus Baden 68b y Papyrus Antinoopolis 7.
Larry W. Hurtado comenta que el ser escrito sin vocal no diferencia el tetragrámaton de todas las otras palabras hebreas y que κς quita no solo las vocales de κύριος sino también una consonante. Dice también que los nomina sacra ιη o ις (para Ἰησοῦς, Jesús}} y χς (para Χριστός, Cristo) parecen ser anteriores a κς y θς.
Philip Wesley Comfort juzga que los nomina sacra se originaron en la decisión de escribas cristianos de crear y emplear una forma especial de la palabra κύριος para así distinguirla o del tetragrámaton o del término helenístico κύριος empleado en referencia a un dios o a César.: 206  Cita a favor de la primera posibilidad a Harry Y. Gamble, que declara probable la idea de Howard que los cristianos de habla griega, ajenos a la tradición judía de conservar el tetragrámaton, al copiar los textos sagrados judíos adoptaron por deferencia a los cristianos judíos las formas contraídas de Κύριος y Θεός para marcar el carácter sagrado del nombre divino representado por estos sustitutos.: 210  Y considera significativo que la adopción de los nomina sacra puede haber precedido la composición de los Evangelios y las Epístolas, cuyos textos originales pueden haberlos incluido, lo que explicaría su presencia en todos los manuscritos cristianos existentes que son de principios del siglo II.: 211 
Pavlos D. Vasileiadis interpreta los nomina sacra κς y θς como imitación de una supuesta práctica judía de substituir el tetragrámaton por יה (Yah), nombre que él interpreta como contracción de la primera con la última letra del tetragrámaton י[הו]ה, contra la opinión de los que consideran יה una forma apocopada (reducida a la primera sílaba) del tetragrámaton.

### Hipótesis de Howard
En 1977 George Howard propuso una hipótesis suya basada en tres suposiciones que:
1. al citar pasajes del Antiguo Testamento, los autores del Nuevo Testamento los transcribieron exactamente como estaban en los textos entonces disponibles de la Septuaginta;
2. en medio del texto griego de sus manuscriptos de la Septuaginta se encontraba el tetragrámaton en letras hebreas, (o quizás la transliteración Ιαω) y no la palabra griega κύριος;
3. más tarde, los cristianos que hacían copias de esos textos originales sustituyeron todos los tetragrámaton (aquí Howard ya no habla de Ιαω) con los recién inventados nomina sacra κς y θς y es por eso ue todas las copias de copias que todavía sobreviven tienen estos substitutos y ya no queda ningún manuscrito del Nuevo Testamento con tetragrámaton.

Didier Fontaine describe en términos más fuertes esta hipótesis, afirmando que el tetragrámaton fue puesto en el texto de la Septuaginta por los mismos traductores y permaneció allí hasta que los cristianos lo reemplazaron con κύριος. Dice también que la tradición textual del Nuevo Testamento contiene variantes que se explican bien en este contexto.
Howard declaró que se puede razonablemente creer que los autores del Nuevo Testamento citaron el Antigo Testamento en la forma griega con Tetragrámaton. Hacia fines del siglo I los cristianos empezaron a reemplazar el Tetragrámaton en sus copias del Antigo Testamento, y también en las copias del Nuevo Testamento, con los nomina sacra que representan Κύριος y (raramente) Θεός (inicialmente los únicos nomina sacra). A principios del siglo II estos desplazaron el Tetragrámaton y pronto el nombre divino quedó generalmente olvidado.
Frank Shaw propone una variación de la hipótesis de Howard: sugiere el uso, no de la tetragrámaton sino de Ιαω en los autógrafos del Nuevo Testamento. Él es también uno de los que proponen que en la Septuaginta original se empleó Ιαω como traducción del tetragrámaton hebreo.

#### Reacciones
Albert Pietersma, junto con la mayoría de los eruditos, no acepta la teoría de Howard, Declara invalida la afirmación que esa teoría está basada en el texto de la Septuaginta, no obstante la eventual posibilidad de continuar a discutir si en las copias palestinas conocidas por los autores del Nuevo Testamento estuviese alguna forma del tetragrámaton. En efecto algunos pocos recurren a esta ulterior teoría para apoyar la patrocinada por Howard. Frank Shaw dice que "la hipótesis de una recensión hebraizante no sería un obstáculo para este escenario: los autores cristianos pudieron recurrir a este tipo de manuscritos 'más exactos'"; y, según Tuukka Kauhanen, los autores del Nuevo Testamento pudieron conocer un texto de Septuaginta de tipo kaige, tipo que apareció por primera vez pocos años antes de la composición de los textos del Nuevo Testamento.
De acuerdo a R. Kendall Soulen, la tesis de George Howard encontró pocos adherentes entre los académicos. Robert J. Wilkinson dice que fue influyente y fue acogida por ciertas posturas minoritarias con tanto entusiasmo como para ocultar un poco la claridad de la ausencia total del Tetragrámaton en todos los manuscritos paleocristianos que sobreviven del Nuevo Testamento. En efecto, los Testigos de Jehová no solo aceptan lo que Howard llama su teoría, sino declaran que, en lugar de ser una mera teoría, es una presentación de los hechos históricos con respecto a la transmisión de manuscritos bíblicos; además, aunque Howard planteó solo la posibilidad de la presencia del tetragrámaton hebreo en las citas del Antiguo Testamento en los documentos originales griegos que más tarde fueron compilados para formar el Nuevo Testamento, ellos insertan la palabra "Jehová" incluso en otras partes del Nuevo Testamento para un total de 237 veces. Wilkinson (con signo de exclamación y la irónica expresión mirabile dictu) trata como ridícula la presentación en apoyo a la tesis de Howard de la afirmación en la Kingdom Interlinear Translation of the Greek Scriptures (publicación de los Testigos de Jehová) que el tetragrámaton (Jehovah) está presente 237 veces en "versiones hebreas" del Nuevo Testamento: Wilkinson señala que por "versiones hebreas" esa afirmación no se refiere solo a traducciones de la Biblia al hebreo sino también a traducciones sectarias modernas al inglés e incluso diccionarios, y que todas esas versiones son modernas con la única excepción del Evangelio de Mateo en hebreo de Shem Tob, que data apenas del siglo XIII.
(En relación con lo que dice Howard al atribuir la introducción de los nomina sacra a los cristianos, Soulen escribe que la "mayoría de los académicos han percibido líneas de continuidad mucho más fuertes que vinculan los nomina sacra con la práctica judía"; y Christopher M. Tuckett declara que los nomina sacra están presentes también en manuscritos tal vez judíos.)
Gérard Gertoux y Didier Fontaine afirman que el Tetragrámaton estuvo en los primeros textos del Nuevo Testamento y fue eliminado como resultado de la apostasía cristiana que siguió la muerte de los apóstoles.: 38, 94  Afirman así el punto de vista de los Testigos de Jehová, organización de la cual Gertoux indica ser miembro.
Los manuscritos autógrafos del Nuevo Testamento no se conservaron. Gertoux asigna al manuscrito más antiguo conocido del Nuevo Testamento, Papiro P52, que según sus cálculos tiene el nombre de Jesús escrito por entero (ΙΗΣΟΥΝ) y no como nomen sacrum (ΙΝ), —sobre esta cuestión existe diversidad de opiniones— una datación de aproximadamente el año 125 —algunos le asignan una fecha más tarde en el siglo II—. Menciona también que el manuscrito Papiro 90, de aproximadamente el año 150 —otras fuentes indican una fecha menos precisa— tiene el nombre de Jesús en la forma de nomen sacrum y que la Epístola de Bernabé, escrita al más tardar en el año 135, demuestra que ya entonces era normal entre los cristianos escribir el nombre de Jesús como ιη. Sobre esta base argumenta que inicialmente los cristianos al citar el Antiguo Testamento escribían el nombre de Dios en la forma del tetragrámaton en letras paleo-hebreas. (p. 5 del resumen).
Fontaine reconoce que la tesis de Howard ha provocado reacciones generalmente negativas, como las de C. Osburn (que la llamó "altamente especulativa"), D. Juel y Bruce M. Metzger, pero él la defiende, afirmando que, en el caso de Metzger, Frank Edward Shaw muestra cómo la tesis de Howard quizás fue distorsionada y citada de manera incorrecta. Dice que otra tesis de Howard sobre el Evangelio de Mateo en hebreo de Shem Tob fue criticada por muchos, que ignoraron totalmente su argumento que esta obra, aparecida en la segunda mitad del siglo XIV, apoya la idea del empleo del tetragrámaton en el Nuevo Testamento. Dice también que, a parecer de Shaw, los argumentos de Howard no han sido refutado contundentemente por Albert Pietersma y Larry Hurtado. Apoyan la idea de Howard también otros Testigos de Jehová como Rolf Furuli. La acepta también David Trobisch.
La costumbre judía de escribir el tetragrámaton en caracteres hebreos dentro del texto griego continuó en los primeros siglos: "No se ha encontrado ningún manuscrito bíblico griego indiscutiblemente judío de los primeros siglos con κύριος, y tampoco se ha encontrado manuscrito bíblico griego indiscutiblemente cristiano con el tetragrámaton escrito en letras paleo-hebreas o arameas o con πιπι." Cuando, en su libro Arqueología y el Nuevo Testamento, John McRay "considera la posibilidad que los autógrafos del Nuevo Testamento [...] puedan haber conservado la costumbre judía y haber conservado el nombre divino en caracteres arameos en citas del Antiguo Testamento" y no en sus comentarios (distinción que hacían algunos autores judíos y parecida a la práctica en los manuscritos de Qumrán), reconoce que eso aclararía varios versículos, pero concluye que, por ejemplo, Pablo en Romanos 10:16 citaba Isaías en la versión de la Septuaginta, que contenía Κύριος, entendiendo este término como referencia a Yahveh, dado que seguramente los judíos precristianos ya se referían a Dios en sentido absoluto con le expresión "el Señor" (páginas 371–372). Observa que existen manuscritos tan tardíos como el siglo tercero en los cuales el escriba pone las letras griegas ΠΙΠΙ, evidentemente no entendiendo el tetragrámaton יהוה del texto más antiquo que estaba copiando. Pero los cristianos tenían otra manera de indicar el carácter sagrado de los correspondientes términos Κύριος y Θεός, como también de los nombres Ἰησοῦς y Χριστός, escribiéndolos en la forma de nomina sacra.
Lloyd Gaston asevera que la tesis de Howard es "un descubrimiento muy importante que ha sido extrañamente descuidado en los estudios del Nuevo Testamento". P. D. Vasileiadis informa que L. Gaston afirma que "G. Howard señala que en ninguno de los textos LXX ahora considerables del primer siglo se usa kyrios para el tetragrammaton, que está escrito en letras hebreas. Concluye que el uso de kyrios fue iniciado por escribas cristianos en el siglo II, que lo aplicaron también a los textos del Nuevo Testamento. Esto significa que las citas del Antiguo Testamento en los manuscritos del Nuevo Testamento originalmente contenían el tetragrammaton. Se verá que esto hace una diferencia considerable en la interpretación de muchos textos," y que "F. Shaw propuso que la forma griega Ιαω 'probablemente hubiera sido la forma familiar entendida por los primeros cristianos y por aquellos a quienes predicaron' en la medida en que era "una palabra en griego que existía en el mundo de habla griega de los primeros tiempos. Cristianos ", 'una forma familiar para los gentiles'".
En su libro Tatian and the Jewish Scriptures: A Textual and Philological Analysis of the Old Testament Citations in Tatian's Diatessaron (Peeters 2001), que Google Books presenta bajo el título Per Visibilia ad Invisibilia a pesar de mostrar el verdadero título de la obra, Robert F. Shedinger dice que el uso en el Diatessaron de Taciano de θεός donde el Nuevo Testamento griego emplea κύριος para representar YHWH en las citaciones del Antiguo Testamento podría constituir una ulterior confirmación de la hipótesis de Howard; pero añade que hay que subrayar que esa hipótesis es más bien especulativa y la prueba textual del Nuevo Testamento citada por Howard está lejos de ser abrumadora; añade también que, "si Howard está equivocado y Κύριος es la lectura original del Nuevo Testamento, entonces se debe encontrar otra explicación lógica que explique el uso de "Dios" en el Diatessaron".: 139  De esta publicación de Shedinger, William L. Petersen dice: "Hace estremecer pensar en el daño que esa causará cuando en el futuro la citen ignorantes y desprevenidos como 'demostración' de lo que no demuestra en absoluto". Según él, el libro está empañado por argumentos ilógicos, estándares inconsistentes, errores filológicos y descuidos metodológicos; no proporciona pruebas de sus ideas sobre diferencias entre el conocido texto del Nuevo Testamento y los textos (conocidos solo indirectamente) del Diatessaron. Igualmente desfavorable es el juicio de Jan Joosten sobre el libro: que, a su juicio, no convince ni en sus conclusiones finales ni en los detalles.
Vasileiadis asevera que no es tan obvio como puede aparecer que Jesús, los primeros cristianos y los autores del NT sustituían el nombre individual YHWH con el término κύριος de más amplio significado, y cita como negadores Fitzmyer, Grenz, McDonough, Howard y Shedinger.

#### Opinión opuesta
Philip Wesley Comfort presenta aquellos manuscritos existentes del Antiguo Testamento griego que contienen el Tetragrámaton u otra variante del nombre de Dios, y la transición a nomina sacra comenzada hacia finales siglo I d. C. y completada en el inicio del siglo II: 206–213  Comfort concluye: "Los cristianos (ya sean judíos o gentiles) habrían usado primero los nomina sacra en textos griegos del Antiguo Testamento, y luego transfirieron esta práctica a los manuscritos del Nuevo Testamento".: 210  Según él "la presencia de los nomina sacra en los manuscritos paleocristianos más antiguos [...] requiere que se haya establecido una práctica generalizada mucho antes. Si colocamos el origen de esa práctica en los autógrafos y/o primeras publicaciones de los escritos del Nuevo Testamento, se explica la proliferación universal posterior";: 211  "Más o menos a principios del siglo II el Tetragrámaton debe haber sido desplazado en ambos Testamentos por las expresiones sustitutas". Comfort affirma que los nomina sacra pueden haber entrado en uso antes de la composición de los Evangelios y las Epístolas y pueden haber sido incluidos en los textos originales, como sugiere su presencia en todos los manuscritos conocidos.: 211 
Los escritos judíos del Período helenístico, como los de Josefo, los de Filón y los apócrifos, y las inscripciones judías muestran a menudo, en donde la Biblia hebrea tiene YHWH, el término Kýrios, que se encuentra también en el deuterocanónico Libro de la Sabiduría de Salomón. Es plausible pero no seguro que este uso refleja el texto de la Septuaginta. Filón de Alejandría llamó nombres divinos los términos theos y kyrios. Dahl y Segal concluyen que él encontraba Kýrios en la Septuaginta, mientras que Royce concluye que lo que Filón encontraba era YHWH, más que él lo pronunciaba Kýrios.

### Enfoque doctrinal
Un artículo de Pavlos D. Vasileiadis y Nehemia Gordon dice que ciertos eruditos, contra el parecer de otros, consideran posible que Jesús y sus discípulos pronunciaban el nombre divino. No indica si por "nombre divino" entendía el tetragrámaton hebreo יהוה o el correspondiente trigrámaton arameo (idioma de la población de Galilea) יהו, transcrito al griego como Ἰαώ, que el artículo tres páginas antes llama representación original griega del tetragrámaton. En la misma página 6, el artículo dice que es posible distinguir en el texto del Nuevo Testamento dónde κύριος refleja el tetragrámaton y dónde refleja términos hebreos como אדני utilizados para designar hombres y ángeles: la cantidad de casos en los cuatro evangélios donde κύριος representa el tetragrámaton sería según ciertos eruditos hasta 71, según otros solo 52. En efecto, Vasileiadis, como todos, reconoce que el término κύριος, como en la Septuaginta representa más de veinte términos o combinaciones de términos de la Biblia en hebreo, así también en el Nuevo Testamento tiene significados diversos.
R. Kendal Soulen afirma, en su reseña del libro de Robert J. Wilkinson del 2015, que en el Nuevo Testamento el tetragrámaton sigue siendo relativamente importante: se ha vuelto, si algún cambio hay, aún más importante. De las frases "Sea santificado tu nombre" (Mateo 6:9) y "Padre, glorifica tu nombre" (Juan 12:28) deduce que el tetragrámaton ocupa un lugar central en la piedad de Jesús. Dice que los escritores del Nuevo Testamento hacen referencia "oblicuamente" al tetragrámaton más de mil veces y que, según Wilkinson, en el Nuevo Testamento se puede detectar indirectamente la presencia del tetragrámaton, a pesar de su ausencia física, en las alusiones oblicuas de los escritores al formular sus convicciones acerca de Dios, Cristo y el Espíritu Santo. En el libro de Wilkinson la observación sobre la ausencia "física" del tetragrámaton en el Nuevo Testamento se encuentra en un contexto diverso: el de las especulaciones contemporáneas sobre los orígenes de la "alta" cristología.
La publicación de los Testigos de Jehová Atalaya dice: Wolfgang Feneberg comenta lo siguiente en la revista jesuita Entschluss/Offen (abril de 1985): “[Jesús] no ocultó de nosotros el nombre de su padre YHWH, sino que nos lo encomendó. De lo contrario es inexplicable por qué dice la primera petición de la Oración del Señor: ‘¡Sea santificado tu nombre!’”. Feneberg señala también que “en manuscritos para judíos de habla griega que precedieron al cristianismo, el nombre de Dios no se parafraseaba kýrios [Señor], sino que se escribía en forma del tetragrámaton [YHWH] en caracteres hebreos o hebreos arcaicos. [...] Hallamos evocaciones del nombre en los escritos de los Padres de la Iglesia; pero ellos no se interesan en él. Al traducir este nombre kýrios (Señor), los Padres de la Iglesia estaban más interesados en atribuir la grandeza del kýrios a Jesucristo”.
George Howard sugirió que es posible que en las citas del Antiguo Testamento de los autógrafos originales de los documentos posteriormente compilados en el Nuevo Testamento apareció el Tetragrámaton, que a partir del inicio del siglo II fue reemplazado por sustitutos, y que «Esta eliminación del Tetragrámaton, en nuestra opinión, creó una confusión en las mentes de los primeros cristianos gentiles acerca de la relación entre el "Señor Dios" y el "Señor Cristo"» Y en el Anchor Bible Dictionary (editado por David Noel Freedman), Howard escribió: "Existe cierta evidencia que el Tetrágramaton, el nombre divino, Yahweh, apareció en algunas de las citas del Antiguo Testamento en el Nuevo Testamento cuando los documentos del Nuevo Testamento fueron escritos por primera vez."
La consistencia de la presencia de Kyrios y no de YHWH en todas las referencias del Nuevo Testamento al Antiguo sería difícil de explicar si no se hubiera establecido la tradición de leer Kýrios en donde YHWH aparecía en un manuscrito griego de la Septuaginta, o si no existiera un cuerpo de textos con Kýrios ya incluido en griego.
Las citaciones del Antiguo Testamento que se encuentran en el Nuevo Testamento fueron tomadas en general de la versión Septuaginta y no del texto hebreo. Incluso donde puede parecer posible que el escritor utilizó el texto hebreo, es probable que se trata de una redacción personal del texto de la Septuaginta, que fue inicialmente la Biblia de la Iglesia.
Girdlestone indicó cómo en varios casos el término Κύριος en el Nuevo Testamento no reconoce esa distinción hebrea entre יהוה y אדני. En la Epístola a los romanos 10:3, diciendo que ahí san Pablo aplica al Señor Jesús lo que en Joel 2:32 se dice de יהוה. Juan 12:41 afirma que el pasaje Isaías 6:9–10, que trata de יהוה, se refiere a la Gloria de Cristo. Según los evangelistas, Juan el Bautista emplea Isaías 40:3, donde se habla de preparar el camino de יהוה, en relación con la preparación del camino del Mesías. En Isaías 45:23, יהוה dice: "ante mí todos doblarán la rodilla", y en Filipenses 2:11-12 se dice: "para que al nombre de Jesús se doble toda rodilla de los que están en el cielo, y en la tierra, y debajo de la tierra, y toda lengua confiese que Jesucristo es Señor, para gloria de Dios Padre".

### Gilyonim
En la literatura rabínica se habla algunas veces de gilyonim (גליונים en hebreo), gilyonin (גיליונין en arameo). El Talmud menciona los gilyonin (הגיליונין) y libros de los minim/minin (וספרי מינין) que contienen אזכרות (nombres divinos, unos tetragrámaton). Una mención semejante se encuentra en el tratado Shabbat 13:5 de la Tosefta.
El término minim, significaba judíos considerados como herejes, quizás en particular los judeocristianos. La versión inglesa del tratado del Talmud en la Jewish Virtual Library lo interpreta como referencia a los saduceos.
Según algunos, gilyon (singular) significa un folio blanco de rollo (manuscrito). Según otros, la palabra gilyon se deriva del griego εὐαγγέλιον (euangelion), que significa "evangelio". Lo interpretan como "evangelio" Ludwig Blau, Jacob Neusner, Dan Jaffé. Lawrence Schiffman piensa que se trata de textos de los judeocristianos en idioma hebreo o arameo, no como el Nuevo Testamento en griego. La Jewish Encyclopedia, que nota también la existencia de evangelios gnósticos, considera que esos gilyonim no son textos del Nuevo Testamento en griego sino ejemplares del Evangelio en "hebreo" (arameo), que según algunos Padres de la Iglesia precedió el ahora conocido Evangelio de Mateo en griego. En efecto, en los primeros siglos cristianos se hablaba de diversos evangelios de grupos reales o imaginarios de judeocristianos: Evangelio de los Nazarenos, Evangelio de los Ebionitas, Evangelio de los Hebreos.
El citado texto rabínico distingue quizás entre los gilyonim y "los libros de los minim que contienen los tetragrámaton", libros como Ben Sirá. En el idioma afín siríaco, gilyane puede significar o "evangelio" o "apocalipsis" y por eso es posible que aquí se hable de obras como el Libro de Enoc.

### El Evangelio según Mateo ¿originalmente en hebreo?
Eusebio de Cesarea (c. 263 – 339) cita a Papías de Hierápolis (c. 60 – c. 163), que dice: "Mateo ordenó las sentencias en lengua hebrea, pero cada uno las traducía como mejor podía".
Ireneo de Lyon (c. 130 – c. 202) escribió en su Contra las herejías: "Mateo, que predicó a los Hebreos en su propia lengua, también puso por escrito el Evangelio, cuando Pedro y Pablo evangelizaban y fundaban la Iglesia".
Eusebio de Cesarea cita también a Orígenes (185-254), que en el libro I de sus Comentarios al Evangelio de Mateo escribió: "Acerca de los cuatro Evangelios, que también son los únicos que no se han discutido en la Iglesia de Dios que está bajo el cielo, por tradición he aprendido que el primero que se escribió fue el Evangelio de Mateo, quien fue algún tiempo recaudador y después apóstol de Jesucristo, y que lo compuso en lengua hebrea y lo publicó para los fieles procedentes del judaísmo".
Unos siglos después, Jerónimo (c. 340 - 420) recogió la misma tradición en su De Viris Illustribus: "Mateo o Leví fue publicano antes de llegar a ser apóstol, fue el primero en escribir el Evangelio de Cristo, en texto hebreo, dirigido a los que habían creído, procedentes de la circuncisión: no se sabe con certeza quién lo tradujo posteriormente al griego. Se posee todavía el texto hebreo en la biblioteca de Cesarea, preparado con sumo cuidado por el mártir Pamphilus. Los Nazarenos que usan este volumen en la ciudad siria de Beroea me permitieron copiarlo."
La gran mayoría de los exégetas actuales consideran probable que el Evangelio de Mateo sea obra de un autor anónimo que utilizó para su composición tradiciones o documentos previos.
Entre los motivos de esta opinión están los siguientes: el Evangelio de Mateo que conocemos parece ser obra original de un hablante nativo de griego y no de un traductor de otro idioma; el texto al que hace referencia la tradición vinculada a Papias puede haber sido directa o indirectamente una fuente, pero fuente principal es el Evangelio de Marcos, documento en griego; un apóstol, testigo ocular, no basaría su obra en una obra escrita anteriormente, sino que contaría lo que él vio.
Incluso si el Evangelio canónico de Mateo fuera una traducción, no correspondería a la hipótesis de Howard. Como base de esa hipótesis está otra hipótesis, es decir que el autor griego usaba como base de su obra un texto griego con inserciones en otro idioma. El supuesto Evangelio hebreo (¿o arameo?) no sería un texto griego con semejantes inserciones.

### Traducciones del Nuevo Testamento
El nombre "Yahveh", que no se encuentra en el conocido texto del Nuevo Testamento, generalmente no aparece en las traducciones, incluso en Biblias que en el Antiguo Testamento traducen יהוה con una forma de ese nombre o indican su presencia de otra manera, por ejemplo poniendo en mayúsculas la palabra "Señor".

## Obras
- Andrews, Edward D. (2019). MISREPRESENTING JESUS: Debunking Bart D. Ehrman's "Misquoting Jesus" (4a. edición). Christian Publishing House. ISBN 9781949586954.
- Fontaine, Didier Mickaël (2014). English Review of F. Shaw, The Earliest Non-Mystical Jewish Use of Ιαω.
- Howard, George (1977). «The Tetragram and the New Testament». Journal of Biblical Literature (The Society of Biblical Literature). Vol. 96 (1): 63-83. JSTOR 3265328. doi:10.2307/3265328.
- Joosten, Jan (2010). «The Aramaic Background of the Seventy: Language, Culture and  History» [El fondo arameo de la Septuaginta: idioma, cultura e historia] (PDF). Bulletin of the International Organization for Septuagint and Cognate Studies (en inglés). Vol.43: 53-72. Consultado el 2 de noviembre de 2019. «Patrick Skehan [...] suggested that the reading ΙΑΩ might be more original than the reading κύριος found in practically all other manuscripts».
- Soulen, R. Kendall (2011). Divine Names and the Holy Trinity. Westminster John Knox Press. ISBN 9780664234140.
- Trobisch, David (2000). The First Edition of the New Testament. Nueva York: Oxford University Press. ISBN 978-0-195-11240-5. OCLC 827708997. doi:10.1093/acprof:oso/9780195112405.001.0001.
- Vasileiadis, Pavlos D. (2014). «Aspects of rendering the sacred Tetragrammaton in Greek». Open Theology (Berlin, Germany: De Gruyter). Vol. 1 (1): 56-88. ISSN 2300-6579. OCLC 927128789. doi:10.2478/opth-2014-0006.